# HTC TyTN II

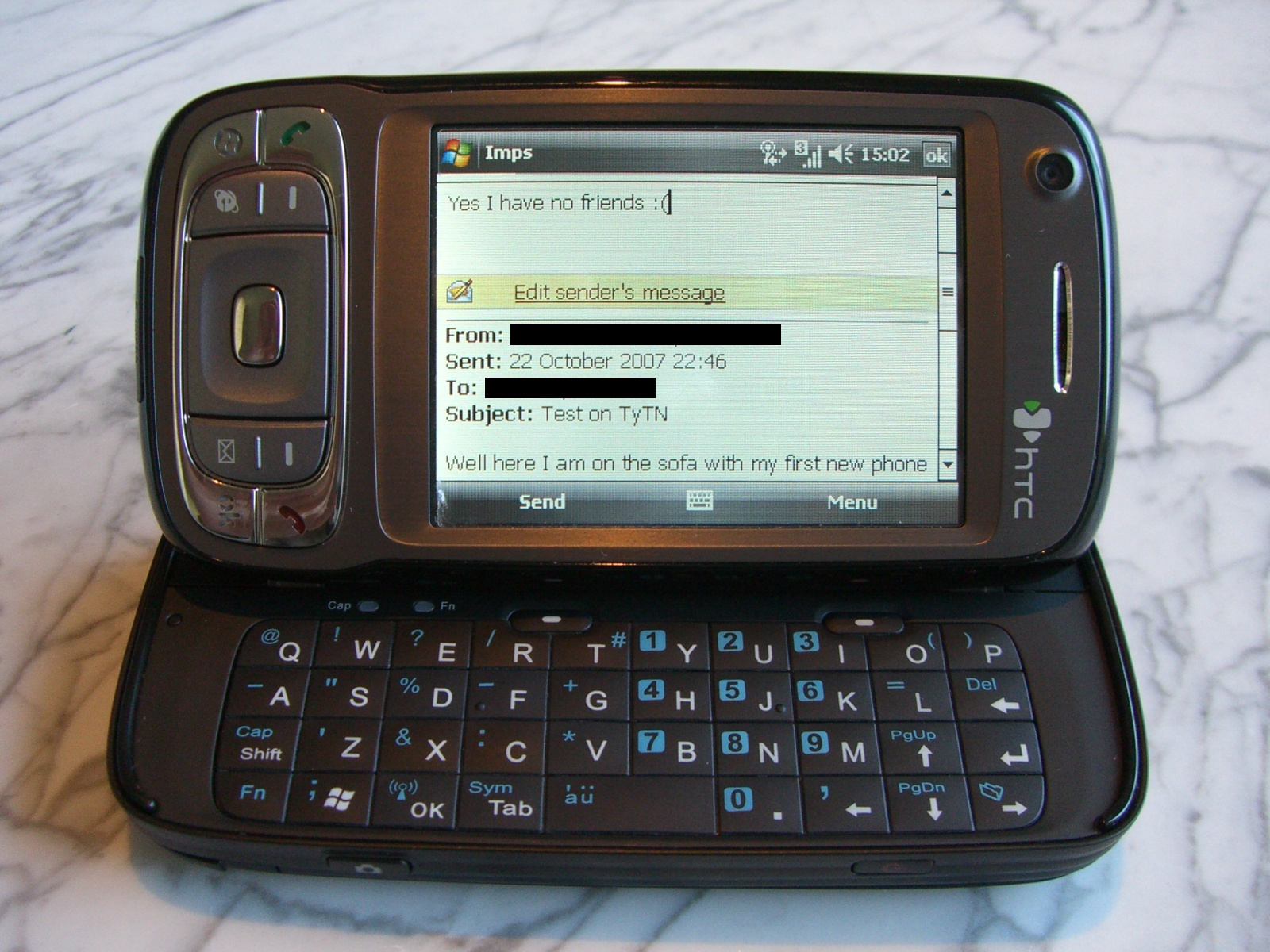
HTC TyTN II

HTC TyTN II(HTC Kaiser, HTC P4550 및 HTC 8925라고도 함)는 대만의 HTC에서 설계하고 판매한 인터넷 지원 윈도우 모바일 포켓 PC 스마트폰이다. 오른쪽 슬라이드 아웃 QWERTY 자판이 있는 틸팅형 터치스크린이 있다. TyTN II의 기능에는 문자 메시지 및 멀티미디어 메시지 외에도 카메라폰 및 휴대용 미디어 플레이어 기능이 포함된다. 또한 이메일, 인스턴트 메시징, 웹 브라우징, 로컬 와이파이 연결을 포함한 인터넷 서비스도 제공한다. GPRS, EDGE, UMTS, HSDPA 및 HSUPA를 갖춘 쿼드 밴드 GSM 전화기이다.

## 같이 보기
- HTC TyTN